# Palomas de guerra
Palomas de guerra: cinco mujeres marcadas por el enfrentamiento bélico es una obra de carácter biográfico del historiador británico Paul Preston. Publicada en castellano en 2001 por Plaza & Janés, recoge las vidas de cinco mujeres que participaron en la Guerra Civil Española: Mercedes Sanz Bachiller —la mujer del líder nacionalsindicalista Onésimo Redondo, fallecido al comienzo del conflicto—, Margarita Nelken —escritora feminista perteneciente al PSOE y más tarde al PCE—, Carmen Polo —la mujer de Francisco Franco— y las británicas Priscilla Scott-Ellis y Nan Green. En 2002 apareció publicada en inglés por Harper Collins con el título Doves of War: Four Women of Spain, sin incluir la sección correspondiente a Carmen Polo, considerada por Javier Tusell la más floja de la versión en castellano.